# Archilema cinderella
Archilema cinderella là một loài bướm đêm thuộc phân họ Arctiinae, họ Erebidae.